# Evandro Gussi
Evandro Herrera Bertone Gussi (Presidente Prudente, 11 de setembro de 1980) é um advogado, professor e executivo brasileiro. Também foi um político brasileiro, exercendo o cargo de deputado federal entre 2015 e 2019. Evandro Gussi é advogado por formação, com mestrado em Direito do Estado e Teoria do Direito pela UFRGS e doutorado em Direito do Estado pela USP, além de AMP pelo IESE. Quando parlamentar tornou-se coordenador da Frente Parlamentar Mista do Biodiesel. Gussi também foi membro da Frente Parlamentar da Agropecuária (FPA) e coordenador jurídico do grupo, também foi autor do projeto de lei que deu origem à Política Nacional de Biocombustíveis, o RenovaBio. Gussi exerce desde fevereiro de 2019 a presidência da UNICA.

## Formação e carreira política
Evandro Gussi é bacharel em Direito pelo Centro Universitário Toledo de Presidente Prudente, mestre em Direito Constitucional e Teoria do Direito pela Universidade Federal do Rio Grande do Sul e Doutor em Direito do Estado pela Universidade de São Paulo.
Em 2014 ingressou na vida política sendo eleito deputado federal com 109.591 votos, 0,52% do total, para a 55.ª legislatura, pelo Partido Verde. Já durante o Governo Michel Temer, votou a favor da PEC do Teto dos Gastos Públicos. Em abril de 2017 foi favorável à Reforma Trabalhista. Em agosto de 2017 votou contra o processo em que se pedia abertura de investigação do presidente Michel Temer, ajudando a arquivar a denúncia do Ministério Público Federal. Na sessão do dia 25 de outubro de 2017, o deputado, mais uma vez, votou contra o prosseguimento da investigação de Temer, acusado pelos crimes de obstrução de Justiça e organização criminosa.